# CDC42
CDC42 (англ. Cell division cycle 42) — білок, який кодується однойменним геном, розташованим у людей на короткому плечі 1-ї хромосоми.  Довжина поліпептидного ланцюга білка становить 191 амінокислот, а молекулярна маса — 21 259.
| 10         |  | 20         |  | 30         |  | 40         |  | 50         |
| ---------- |  | ---------- |  | ---------- |  | ---------- |  | ---------- |
| MQTIKCVVVG |  | DGAVGKTCLL |  | ISYTTNKFPS |  | EYVPTVFDNY |  | AVTVMIGGEP |
| YTLGLFDTAG |  | QEDYDRLRPL |  | SYPQTDVFLV |  | CFSVVSPSSF |  | ENVKEKWVPE |
| ITHHCPKTPF |  | LLVGTQIDLR |  | DDPSTIEKLA |  | KNKQKPITPE |  | TAEKLARDLK |
| AVKYVECSAL |  | TQKGLKNVFD |  | EAILAALEPP |  | EPKKSRRCVL |  | L          |

A: Аланін

C: Цистеїн

D: Аспарагінова кислота

E: Глутамінова кислота

F: Фенілаланін

G: Гліцин

H: Гістидин

I: Ізолейцин

K: Лізин

L: Лейцин

M: Метіонін

N: Аспарагін

P: Пролін

Q: Глутамін

R: Аргінін

S: Серин

T: Треонін

V: Валін

W: Триптофан

Задіяний у таких біологічних процесах як диференціація, нейрогенез. 
Білок має сайт для зв'язування з нуклеотидами, ГТФ. 
Локалізований у клітинній мембрані, цитоплазмі, цитоскелеті, мембрані.